# Eric B. & Rakim
Eric B. & Rakim é um duo de hip hop formado por Eric Barrier e Rakim Allah, formado no bairro de Queens, Nova Iorque. O grupo é considerado um dos principais da era do ouro do gênero.

## História e influência
O duo é geralmente considerado como um dos mais influentes e inovadores grupos do hip-hop. Durante a Era de ouro do hip hop, são universalmente conhecidos como o primeiro duo MC/DJ do rap. Os dois tinham uma química potente e cada um representou inovação: Rakim era o mestre das letras, com um talento bastante inovador que atirou o hip-hop e as suas letras para planos mais altos, com o uso de rimas internas, metáforas sofisticadas e ao mesmo tempo com um esforço embora metódico,   incrível; Eric B. adicionou as batidas duras da banda Run-D.M.C.. com samples de James Brown, com um scratch bastante extenso, influenciando o hip-hop no final dos anos 1980 e inicio de 90, com os samples do Padrinho do Soul. Apesar de não terem tido muito sucesso no tocante a vendas, Eric B. & Rakim são considerados como um dos grandes grupos de hip-hop de todos os tempos e Rakim, devido á sua inovação, influência, importância histórica e perícia fabulosa, é considerado muitas vezes, por fãs e críticos, o melhor MC de todos os tempos da história do hip-hop. Quase todos os MC's modernos sentem-se de certa forma influenciados, pela técnica de Rakim. Eminem se diz um estudioso da sua técnica, usando até em letras da sua música alguns samples deste.

## O início

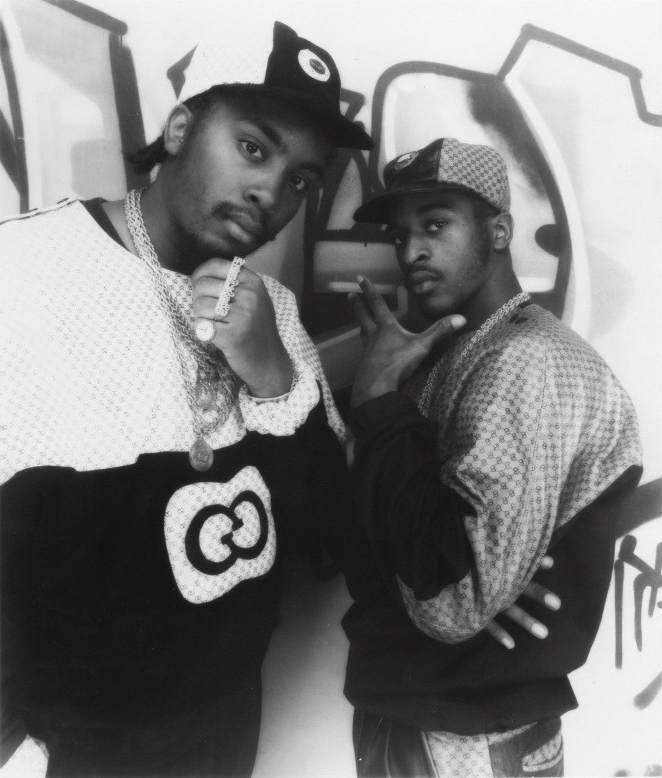
Eric B. (à esquerda) e Rakim em uma foto para a imprensa de 1987.

A dupla gravou o seu primeiro álbum, o seminal Paid In Full, em uma semana, em Nova Iorque. O álbum representa uma virada no hip hop. Com o uso extensivo de samples de James Brown, a perícia e complexidade da técnica de Rakim foram um salto de gigante no tocante as letras de hip hop. Eric B. mais tarde admitiu que o álbum teria sido feito um pouco as pressa, rápido: “ A razão de Paid In Full ser tão pequeno, é porque ficamos em estúdio uma semana. Tudo foi feito em uma semana. Rakim escreveu tudo no estúdio. Acabamos o álbum em sete dias.
Paid In Full acabou por fazer do duo, estrelas do hip hop, e a capa do álbum, ficou como uma das mais conhecidas do género, mostrando a dupla com colares e pulseiras de ouro, com dinheiro em mão vestindo roupa da marca Gucci.
A revista Rolling Stone escreveu: “Rakim está na corrida para se tornar o melhor rapper de todos os tempos, e este álbum “Paid In Full, é o primeiro álbum de hip hop a abraçar o funk dos anos 1970, fazendo das músicas, “I Know I Got Soul” e a canção título, clássicos.” A MTV listou o álbum como o melhor de de todos os tempos de hip hop , citando: “Quando o álbum Paid In Full foi lançado em 1987, Eric B. & Rakim deixaram uma nuvem sobre a comunidade do hip hop. O álbum era cativante, inovador e instintivamente influenciador. Estávamos habituados a outros MC´s; Rakim era diferente, mais próximo do microfone. Eric B. tinha ouvido samples carregados de soul  que ficaram como caminhos abertos para os produtores dos anos seguintes"".  O remix de Coldcut “Seven Minutes Of Madness”” de “Paid In Full”, é considerado hoje uma pedra preciosa do hip hop, sendo esta música muito usada em remixes e samples, sendo sem dúvida o maior êxito da dupla.a dupla encerrou suas atividades em 1992 por conta de desentendimentos.

## Discografia

### Álbuns de estúdio
- Paid In Full (1987)
- Follow The Leader (1988)
- Let The Rhythm Hit 'Em (1990)
- Don't Sweat the Technique (1992)

### Compilações
- The Millennium Collection: The Best of Eric B. & Rakim (2001)
- Classic (2003)
- Gold (2005)